# Trần Văn Thiện (tướng công an)
Trần Văn Thiện là một tướng lĩnh của lực lượng Công an nhân dân Việt Nam với quân hàm Trung tướng. Ông hiện giữ chức vụ Phó thủ trưởng thường trực Cơ quan thi hành án hình sự Bộ Công an, Cục trưởng Cục Cảnh sát quản lý trại giam, cơ sở giáo dục bắt buộc, trường giáo dưỡng (Cục C10), Bộ Công an.

## Tiểu sử
Trần Văn Thiện là đảng viên Đảng Cộng sản Việt Nam.
Từ tháng 9 năm 2018 đến tháng 3 năm 2019, Trần Văn Thiện là Đại tá công an, Phó Bí thư Đảng ủy, Phó Cục trưởng Cục Cảnh sát quản lý trại giam, cơ sở giáo dục bắt buộc, trường giáo dưỡng (Cục C10), Bộ Công an.
Ngày 6 tháng 1 năm 2019, Đại tá Trần Văn Thiện được trao quyết định của Bộ trưởng Bộ Công an Tô Lâm bổ nhiệm giữ chức vụ Phó thủ trưởng Cơ quan thi hành án hình sự Bộ Công an.
Từ tháng 7 năm 2019, Trần Văn Thiện là Thiếu tướng Công an nhân dân Việt Nam, Phó Cục trưởng Cục Cảnh sát Quản lý trại giam, cơ sở giáo dục và trường giáo dưỡng, Bộ Công an.

## Lịch sử thụ phong quân hàm
| Năm thụ phong | –      | 2019        |
| ------------- | ------ | ----------- |
| Quân hàm      |        |             |
| Cấp bậc       | Đại tá | Thiếu tướng |